# Dăbâca (okręg Hunedoara)
Dăbâca – wieś w Rumunii, w okręgu Hunedoara, w gminie Toplița. W 2011 roku liczyła 144 mieszkańców.